# Dona Emma
Dona Emma är en kommun i Brasilien.   Den ligger i delstaten Santa Catarina, i den södra delen av landet, 1 300 km söder om huvudstaden Brasília. Antalet invånare är 3 723.
I omgivningarna runt Dona Emma växer i huvudsak städsegrön lövskog. Runt Dona Emma är det glesbefolkat, med 14 invånare per kvadratkilometer.